# Empire Breeders Classic
Empire Breeders Classic är en årlig travserie för amerikanskfödda 3-åriga varmblodiga hästar. Serien består av två klasser; 3-åriga hingstar och valacker och 3-åriga ston. Finalloppet körs under sen sommaren på Vernon Downs.
Flertalet kvallopp körs under året på andra travbanor i delstaten. Både kval- och finalloppen körs över 1 609 meter med amerikansk autostart, och förstapris i finalloppet är 112 500 dollar. Första upplagan av loppet kördes 2007.

## Segrare

### 3-åriga hingstar och valacker
| År   | Häst               | Efter         | Kusk            | Tränare         | Tid    |
| ---- | ------------------ | ------------- | --------------- | --------------- | ------ |
| 2023 | Kierkegaard K      | Chapter Seven | Åke Svanstedt   | Åke Svanstedt   | 1:50.3 |
| 2022 | Justice            | Chapter Seven | Åke Svanstedt   | Åke Svanstedt   | 1:53.3 |
| 2021 | Ahundreddollarbill | Chapter Seven | Andrew McCarthy | Tony Alagna     | 1:53.2 |
| 2020 | Hobbs              | Credit Winner | Jason Bartlett  | Jim Campbell    | 1:53.3 |
| 2019 | Gimpanzee          | Chapter Seven | Brian Sears     | Marcus Melander | 1:54.0 |
| 2018 | Six Pack           | Muscle Mass   | Åke Svanstedt   | Åke Svanstedt   | 1:51.2 |
| 2017 | Devious Man        | Credit Winner | Andy Miller     | Julie Miller    | 1:52.2 |
| 2016 | Dante              | Credit Winner | Åke Svanstedt   | Åke Svanstedt   | 1:52.2 |
| 2015 | Crazy Wow          | Crazed        | Tim Tetrick     | Ron Burke       | 1:51.1 |
| 2014 | Expressive Action  | Conway Hall   | Mike Simons     | John Grasso     | 1:54.1 |
| 2013 | Jurgen Hanover     | Credit Winner | David Miller    | Donna Marshall  | 1:53.4 |
| 2012 | Archangel          | Credit Winner | Jim Morrill J:r | Peter Arrigenna | 1:53.1 |
| 2011 | Whatever It Takes  | Credit Winner | Andy Miller     | Julie Miller    | 1:54.0 |
| 2010 | Strong Hope        | Cr Excalibur  | Ron Pierce      | Noel Daley      | 1:55.2 |
| 2009 | Russell Hill       | Conway Hall   | Jim Morrill J:r | Jimmy Takter    | 1:57.1 |
| 2008 | Make It Happen     | Conway Hall   | Ray Schnittker  | Ray Schnittker  | 1:54.4 |
| 2007 | Bet To Win         | Credit Winner | Daniel Dube     | Ray Remmen      | 1:55.2 |

### 3-åriga ston
| År   | Häst               | Efter         | Kusk            | Tränare           | Tid    |
| ---- | ------------------ | ------------- | --------------- | ----------------- | ------ |
| 2023 | Royal Filly        | Chapter Seven | Tyler Buter     | Tony Alagna       | 1:52.3 |
| 2022 | Joviality          | Chapter Seven | Brian Sears     | Marcus Melander   | 1:51.0 |
| 2021 | Iteration          | Chapter Seven | Brian Sears     | Marcus Melander   | 1:53.1 |
| 2020 | Hypnotic AM        | Chapter Seven | Brian Sears     | Marcus Melander   | 1:53.4 |
| 2019 | Quincy Blue Chip   | Chapter Seven | Jim Morrill J:r | Gareth Dowse      | 1:55.0 |
| 2018 | Atlanta            | Chapter Seven | Scott Zeron     | Rick Zeron        | 1:50.3 |
| 2017 | Barn Bella         | Conway Hall   | Jeff Gregory    | Steven Pratt      | 1:51.3 |
| 2016 | Non Stick          | Lucky Chucky  | Åke Svanstedt   | Åke Svanstedt     | 1:54.0 |
| 2015 | Barn Doll          | Conway Hall   | Jeff Gregory    | Steven Pratt      | 1:52.1 |
| 2014 | Crediama           | Credit Winner | Tim Tetrick     | Trond Smedshammer | 1:54.1 |
| 2013 | Lola De Vie        | Credit Winner | Jim Morrill J:r | Chris Ryder       | 1:55.3 |
| 2012 | For a Dancer       | Conway Hall   | Jeff Gregory    | Joe Holloway      | 1:54.0 |
| 2011 | Jezzy              | Credit Winner | Tim Tetrick     | Ray Schnittker    | 1:55.0 |
| 2010 | Southwind Samurai  | Conway Hall   | Pat Barry       | Björn Noren       | 1:54.4 |
| 2009 | Honorable Daughter | Malabar Man   | Jim Morrill J:r | Larry Remmen      | 1:57.0 |
| 2008 | Epangeline         | Conway Hall   | Ray Schnittker  | Ray Schnittker    | 1:55.1 |
| 2007 | Oh Oh It´s Magic   | Credit Winner | Jim Morrill J:r | Carl Gillespie    | 1:56.4 |